# Daniel Gisiger
Daniel Gisiger (Baccarat, França, 9 d'octubre de 1954) va ser un ciclista suís, que fou professional entre 1977 i 1989.
Durant la seva carrera esportiva combinà la carretera amb la pista. En el seu palmarès destaquen dues victòries d'etapa al Giro d'Itàlia, el 1981 i 1985, dues a la Volta a Catalunya, dues a la Volta a Suïssa i el Gran Premi de les Nacions de 1981 i 1983.
Després d'acabar la seva carrera ciclista es va formar com a entrenador a França i va treballar a Nova Caledònia. Després va fer d'entrenador al Centre mundial del ciclisme de la Unió Ciclista Internacional a Aigle, Suïssa. Desavinences amb els seus superiors van fer que fos acomiadat a principis del 2006. Del 2007 al 2021 entrenà l'equip suís de ciclisme en pista.

## Palmarès en ruta
- 1977
  - Vencedor de 2 etapes de la Niedersachsen Rundfahrt
- 1978
  - 1r a l'Etoile des Espoirs
  - 1r al Gran Premi d'Isbergues
  - Vencedor d'una etapa del Tour de Romandia
- 1981
  - 1r al Trofeu Masferrer
  - 1r al Gran Premi de les Nacions
  - 1r al Trofeu Baracchi (amb Serge Demierre)
  - 1r al Gran Premi del Cantó d'Aargau-Gippingen
  - Vencedor d'una etapa del Giro d'Itàlia
  - Vencedor d'una etapa de la Volta a Catalunya
  - Vencedor d'una etapa de la Volta a Suïssa
- 1982
  - 1r al Trofeu Baracchi (amb Roberto Visentini)
  - Vencedor d'una etapa de la Volta a Catalunya
- 1983
  - 1r al Gran Premi de les Nacions
  - 1r al Trofeu Baracchi (amb Silvano Contini)
  - Vencedor d'una etapa de la Volta a Suïssa
- 1985
  - 1r al Gran Premi de Mendrisio
  - Vencedor d'una etapa del Giro d'Itàlia
- 1987
  - 1r al Gran Premi de Brissago
- 1988
  - Vencedor d'una etapa del Gran Premi Guillem Tell

### Resultats al Tour de França
- 1978. 75è de la classificació general
- 1982. Abandona (17a etapa)

### Resultats al Giro d'Itàlia
- 1981. 74è de la classificació general. Vencedor d'una etapa
- 1982. 61è de la classificació general
- 1983. 74è de la classificació general
- 1984. 84è de la classificació general
- 1985. 66è de la classificació general. Vencedor d'una etapa
- 1986. 102è de la classificació general
- 1988. 92è de la classificació general

## Palmarès en pista
- 1982
  - 1r als Sis dies de Nouméa (amb Diederik Foubert)
- 1983
  - 1r als Sis dies de Zuric (amb Urs Freuler)
  - 1r als Sis dies de Grenoble (amb Patrick Clerc)
- 1984
  - 1r als Sis dies de Zuric (amb Urs Freuler)
- 1986
  - 1r als Sis dies de Zuric (amb Urs Freuler)
- 1987
  -  Campió de Suïssa de Puntuació
- 1988
  - 1r als Sis dies de Zuric (amb Jörg Müller)